# ولاشجرد (فراهان)
ولاشجرد (فراهان)، روستایی از توابع بخش فراهان شهرستان تفرش در استان مرکزی ایران است. روستای ولاشجرد جزء روستا های باستانی استان مرکزی و فراهان است و حداقل بیشتر از 1600 سال قبل تاسیس و ایجاد شده است در مورد تاسیس این روستا دو احتمال وجود دارد اولین احتمال این است که این روستا در زمان بلاش پادشاه اشکانی بوجود امده باشد و دومین احتمال این است که در زمان بلاش پسر یا برادر فیروز ساسانی تاسیس شده باشد که احتمال دوم بر اساس تاریخ قم معتبر تر است. در این کتاب آمده است : ابن مقفع گوید که این دیه را بلاش بن فیروز (بلاش ساسانی) بناکرده است.نام این روستا معرب‌ شده نام «بلاشگرد» بوده‌است که این نام نیز در اصل ترکیبی از «بلاش» (نام پادشاه ساسانیان یا اشکانیان) و «گرد» در زبان پارسی پهلوی به معنای شهر و آبادی بوده‌است، زیرا در زبان فارسی، تبدیل «ب» موحده به «و» زیاد انجام می‌شود.
این روستا دارای دو ورودی اصلی بنام های شهید علی اکبر آزموده و شهید ولاشجردی می باشد که کلیه تردد ها از انها صورت می گیرد . 
شهید علی اکبر آزموده و شهید غلامعباس ولاشجردی و شهید احمدرضا ولاشجردی از مفاخر این روستا می باشند که مزار آن ها در امامزاده شاهزاده علی این روستا دفن می باشد.
انگور ، سیب  ، زردآلو ، پسته و هلو از محصولات باغات این روستا می باشد.
از مکان های دیدنی و تاریخی این روستا می توان به حمام تاریخی ولاشجرد در زمان (قاجاریه) امامزاده شاهزاده علی در زمان (صفویه) و قنات آن اشاره کرد

## وجه‌تسمیه و جمعیت
ولخشگرد (ولاشجرد): ولخش ،والاش و بلاش » نام چند تن از شاهان اشکانی است و ولخشکرت یا ولخش گرد بمعنای ساخته ولخش که در زبان تازی ولاشجرد گردیده است. این روستا در دهستان فرمهین قرار دارد و براساس سرشماری مرکز آمار ایران در سال ۱۳۹۰، جمعیت آن ۷۶ نفر (۲۸خانوار) بوده‌است.